# Anuta

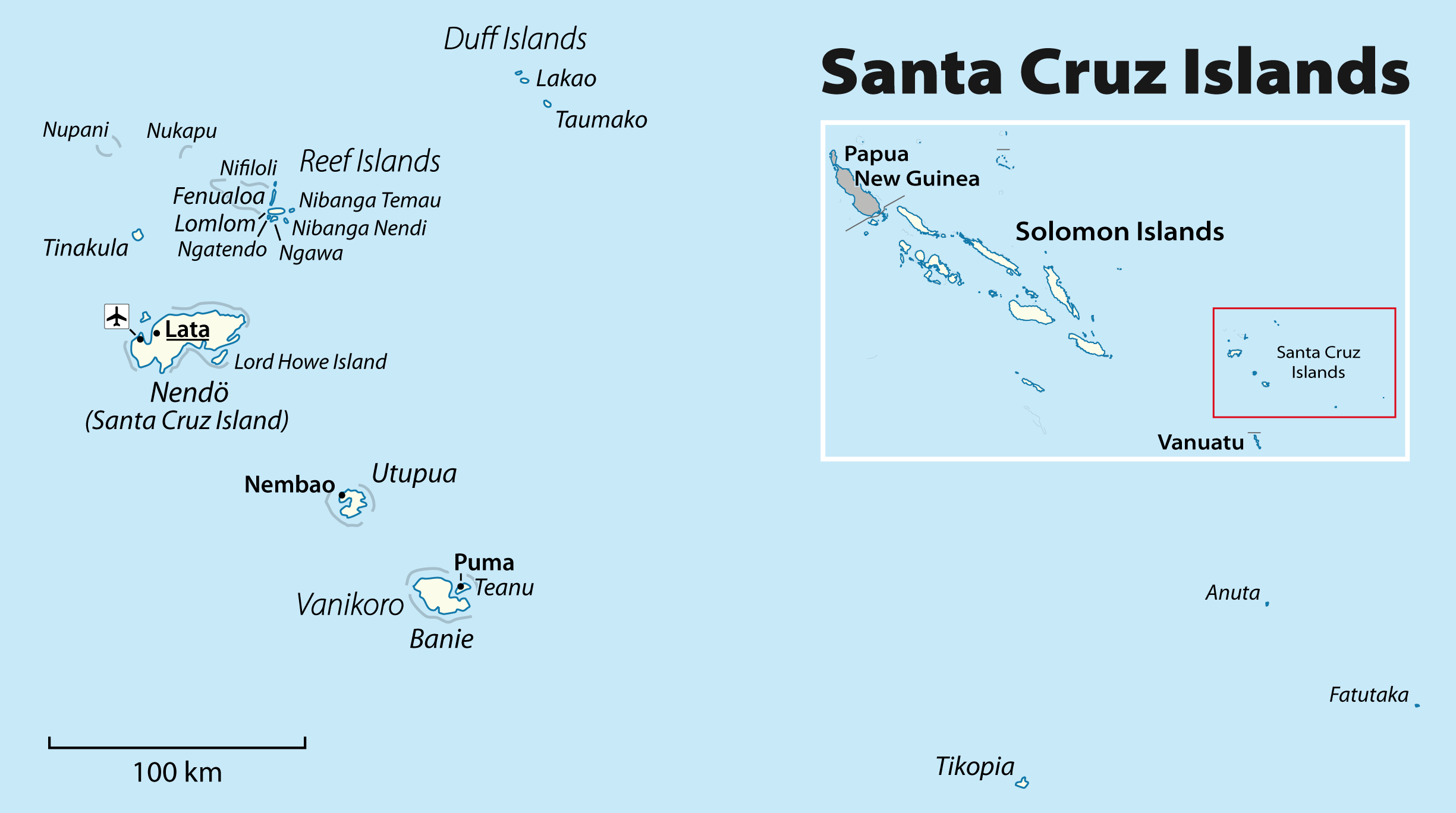
Localizarea în cadrul Insulelor Solomon

Anuta (sau Anuda, numită în engleză și Cherry Island) este o insulă situată în sud-estul Insulelor Solomon și este cea mai mică insulă locuită permanent din Polinezia.
Aici se află una dintre cele mai mici comunități umane din lume, care constă în circa 300 de locuitori.
Insula are o formă relativ rotundă, cu un diametru maxim de 876 m și cel minim de 576 m și o suprafață de 37 ha.
Primul contact cu civilizația europeană are loc prin descoperirea insulei de către căpitanul englez Edward Edwards.
Trimis de amiralitate să caute insurgenții de pe Bounty, ajunge pe insulă la 12 august 1791 și îi dă numele Cherry.
Locanicii duc o viață tradițională, simplă, principala ocupație fiind pescuitul.